# 만주국
만주국(Manchukuo, 중국어 정체자: 滿洲國, 병음: Mǎnzhōu Guó 만저우궈[*], 일본어: 満州国 만슈코쿠[*])은 일본 제국이 만주사변 직후 동삼성(東三省)을 강제로 점령하여 만주 지역에 세운 괴뢰국이자 식민지이다. 
1932년 3월 1일 일본은 청나라의 마지막 황제였다가 퇴위한 선통제를 황제로 내세웠다(강덕제). 일본 제국에 철저히 종속된 괴뢰국가였던 만주국은 1945년 8월 18일 붕괴되었다.
만주국의 영역은 한반도 및 중화민국, 소련, 몽골인민공화국, 내몽골자치연합정부(일본의 식민지 정권)와 국경을 접하고 있었다. 만주국은 천황 지배하에 황제였던 강덕제를 왕 명칭인 대동왕으로 하락시키고 명목상 원수로 하는 국가로서, 만주족과 한족, 몽골족, 한민족, 야마토 민족의 오족협화로 이루어진 “만주인”에 의한 민족자결의 원칙에 기초에 둔 국민국가를 표방했다. 그러나 실제 통치는 일본 제국 관동군이 주도하였다.
1932년 국제 연맹의 리튼 조사단은 “만주국은 일본의 괴뢰 정권이며, 만주 지역은 중화민국의 주권 아래 있어야 한다.”라고 주장하는 중화민국의 입장을 지지해 일본 정부를 비난했다. 이로 인해 일본 제국은 1933년 국제 연맹에서 탈퇴하게 되었다. 제2차 세계 대전 종결 직후, 소비에트 연방의 공격으로 인한 일본 제국의 패전과 함께 1945년 8월 18일 만주국은 소련이 점령했다가 1946년 5월 3일 중화민국에 반환되었지만 1949년 10월 1일 중화인민공화국이 차지했다.
1934년 이후로는 대만주제국(大滿洲帝國)이 국호로 사용되었으며, 중화인민공화국과 중화민국에서는 만주국이 일본 제국의 괴뢰정부였다는 뜻에서 위만주국(僞滿洲國), 약칭 위만(僞滿)이라고 낮추어 부르기도 한다.

## 역사

### 배경
만주사변을 일으킨 일본은 1932년 1월에 장쉐량의 군대를 패퇴시키고, 진저우를 점령한 후 만주국 구상을 계획했다. 국제 연맹에서는 중화민국에 리튼 조사단을 파견하였으나 리튼 조사단이 도착하기도 전에 1932년 3월 1일 만주국의 수립을 선포했다. 만주국의 수도는 지금의 창춘인 신징을, 연호는 대동이라 했으며, 황제는 이전 청나라의 황제였던 푸이로 옹립했다. 1932년 9월에 일만의정서를 조인해 일본이 만주국을 정식으로 승인했으며, 이어 독일, 이탈리아, 교황청, 스페인, 헝가리 등 8개국이 정식으로 만주국을 승인했다. 1934년 9월 제정 수립으로 연호를 강덕으로 고쳤다. 만주국의 실세는 관동군 사령관, 경제는 일본의 남만주철도주식회사가 맡았다. 만주국에는 군대도 있었으나 할힌골 전투 등에서 소련군에게 패하는 등 무능력했다. 만주국은 일본의 식민지였고 만주국 황제는 꼭두각시가 되어 제2차 세계대전 중에도 명맥을 유지하다가 1945년 8월 8일 소련군이 일본에 대한 선전포고를 하고 만주지역을 공격(만주 전략공세작전)함으로써 8월 18일 망하였고, 만주 지역을 점령한 소련은 같은 해 11월 해당 지역을 중화민국에 반환하였다.

### 건국
20세기 초 일본에서는 만주를 영향력 하에 두려는 제정 러시아의 남하정책이 일본의 국가 안전보장의 최대 위협으로 간주되고 있었다. 1900년 러시아는 요시카즈단 사변으로 만주를 점령하고, 권익을 독점했다. 이것에 대항하여 일본은 미국 등과 함께 만주를 각국에 개방할 것을 주장하며, 영국과 동맹을 맺었다(영일 동맹). 마침내 일본은 1904년부터 그 이듬해에 걸쳐 한반도와 만주에 대한 패권을 놓고 러시아와 싸워 승리하였고(러일전쟁), 포츠머스 조약으로 한반도에 고 요동반도와 동청철도 남부의 조차권을 확보했다. 그 후 일본은 종래의 입장과 달리 러시아와 공동으로 만주에 대한 이익 확보에 나서 미국이나 프랑스 등의 반발을 불렀다. 일본군과 조선군이 건국에 관여했으며 만주족의 수장이던 청나라 황제 푸이와 만주족에게 치욕스런 건국이였다.

### 멸망
1945년 8월 6일, 미국이 일본 히로시마에 원자폭탄을 투하하였고, 8월 8일 소련군이 일본에 선전 포고를 하고 만주 전략공세작전을 전개하였다. 1945년 8월 15일 일본이 패망한 직후 8월 18일 푸이가 퇴위함으로써 멸망하였고, 8월 말 소련군은 만주 전역을 점령하였다. 1946년 5월 3일 소련은 만주 지역을 중화민국에 반환하였고, 1949년 중국의 통일 이후부터는 중화인민공화국이 통치하고 있다.

## 국가 체제

### 정치

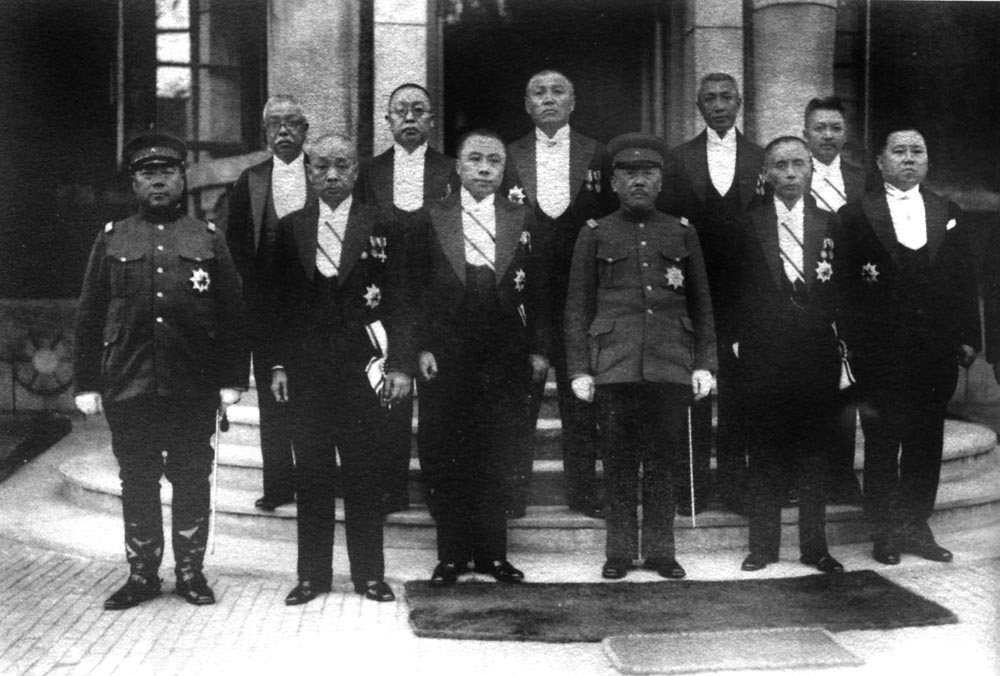
만주국의 초대 내각

만주국은 오족협화(五族協和)의 왕도낙토(王道樂土)를 이념이라고 하지만 사실상 일본인과 이주한 조선인들의 지배 아래 만주족과 한족들이 피지배층을 이루는 국가였다. 공화제 국가인 미국을 모델로 하고 있었지만 실상은 일본 천황을 국가원수로 하는 입헌군주제 국가였다. 오족협화란 만주족과 몽고족·한족·일본인·조선인의 다섯 민족이 협력해서 평화로운 국가를 만든다는 이념이였으며 왕도낙토란 서양의 패도에 반대되는 아시아의 이상적인 정치 체제를 왕도라고 해서 일본 천황을 중심으로 이상 국가를 건설하는 것을 의미한다. 만주에는 오족 이외에도 러시아 혁명 이후에 소비에트 연방에서 피해 온 백계 러시아인 등도 거주하고 있었다.
볼셰비키와의 전쟁에서 패망한 녹우크라이나(Green Ukraine·Zeleny Klyn)의 우크라이나인 세력은 만주국과 접촉하여 제2차 세계대전 전에 일본·만주국·우크라이나의 삼국 동맹으로 소비에트 연방과의 전쟁을 개시할 계획을 협의하고 있었다. 그러나 1937년 일본은 러시아인의 파시스트 조직을 지원할 방침으로 변경하고 러시아인 조직과 대립이 있는 우크라이나인 조직과는 단교했다. 제2차 세계대전 중에 다시 우크라이나인 조직과 손잡으려고 했지만 태평양 방면에서의 고전도 있어서 극동에서의 반소 무력 항쟁은 실현되지 않았다.
만주국은 일본의 계획적 지원 아래 극히 단기간에 발전했다. 내전이 계속되는 중국으로부터 한인의 이주, 새로운 환경을 찾는 조선인의 이주, 특히 일본 정부의 정책에 따라 만주국의 준비된 농지로 이주하는 조선인과 일본인의 이민이 많았다. 이러한 이주에 의해서 만주국의 인구도 급격한 기세로 증가했다. 이민 정책의 성공은 풍부한 자원을 가진 만주국이 일본제국 있어서 식민지였음을 나타낸다.

### 국가기관

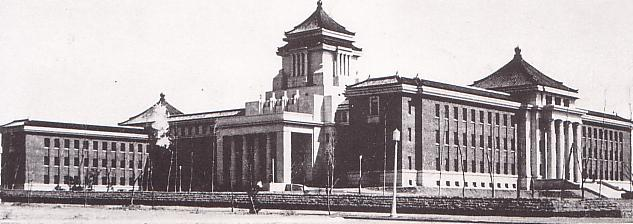
만주국 국무원

만주국 정부는 국가원수로서 집정(執政, 후에 황제), 자문 기관으로서 참의부(参議府), 행정 기관으로서 국무원(国務院), 사법 기관으로서 법원(法院), 입법 기관으로서 입법원(立法院), 감찰 기관으로서 감찰원(監察院)을 두었다. 국무원에는 총무청(総務廳)이 설치되어 관제상으로 국무원 총리의 보좌 기관이었지만 실상은 일본인 관리의한 만주국 행정의 실질적인 핵심으로서 기능했다(총무청 중심주의). 그에 대한 국무원 회의의 의결이나 참의부의 자문은 형식적인 것에 머물렀고 입법원은 정식으로 개설조차 되지 않았다.

### 국가원수

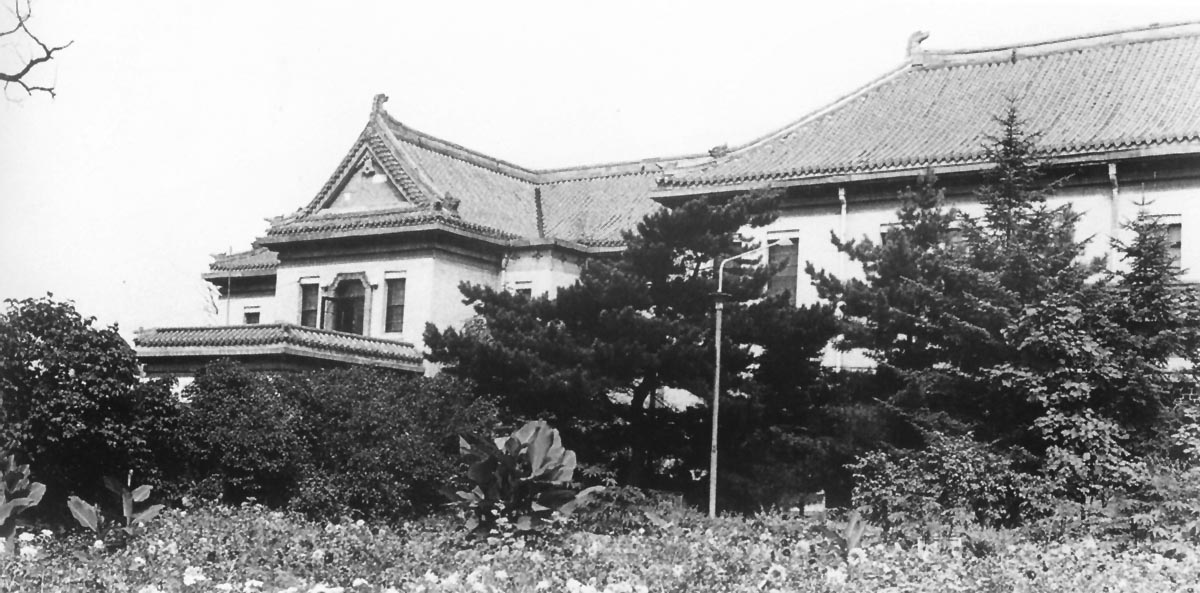
황궁으로 건립된 동덕전(同徳殿)

만주국의 국가원수(집정, 후에 황제)로 푸이가 취임했고 1937년(강덕 4년) 3월 1일 제위계승법 제정 이후에는 푸이의 남계 자손이 제위를 계승해야할 것로 여겨졌다. 또한 제위계승법이 상정한 상황 외의 사태에 대비하여 만주국 주차 일본 제국 특명전권대사 겸 관동군 사령관과의 회담에서, 청조복벽파의 책모를 억제하고 관동군에게 황제 지명권을 확보시키기 위해서 남계 자손이 없을 때에는 일본 천황에 의해서 제위 계승자를 정하는 칙지를 황제의 선언으로 하는 등을 내용으로 한 각서에 서명하였다.

#### 역대 지도자
- 황제: 푸이 (임기: 1932년 ~ 1945년)
- 총리 목록
  - 장징후이 (임기: 1935년 ~ 1945년)

### 행정
1932년(대동 원년)의 건국 시에는 수상(집정제하에서는 국무원 총리,1935년(강덕 2년)에는 만주의 독립선언을 발표한 둥베이행정위원회 위원장 장징후이가 수상으로 취임했다. 그러나 실제 정치 운영은 만주 제국 주차 일본 제국 특명전권대사 겸 관동군 사령관에 의해서 이루어졌다. 원수는 수상과 각료를 비롯해 관리를 임명하여 관제를 정하는 권한이 주어졌지만, 관동군이 실질적으로 만주국 고급 관리, 특히 일본인이 주로 취임하는 총무청장이나 각부 차장(차관) 등의 고급 관리의 임명이나 파면을 결정하는 권한을 갖고 있었으므로 관동군의 동의가 없으면 임면할 수 없었다. 또한 공무원의 약 절반을 일본인이 차지하고 있었다. 관동군은 일본인을 만주국 정부의 각 행정관청의 장·차장으로 임명시켜 실권을 잡게 했다. 이것을 내면 지도라고 불렀다(2키 3스케, 일본어: 二キ三スケ). 즉 만주국은 정치, 경제적으로도 실질적으로 일본인이 운영하는 껍데기뿐인 일본의 괴뢰 국가였다.

#### 주요 도시

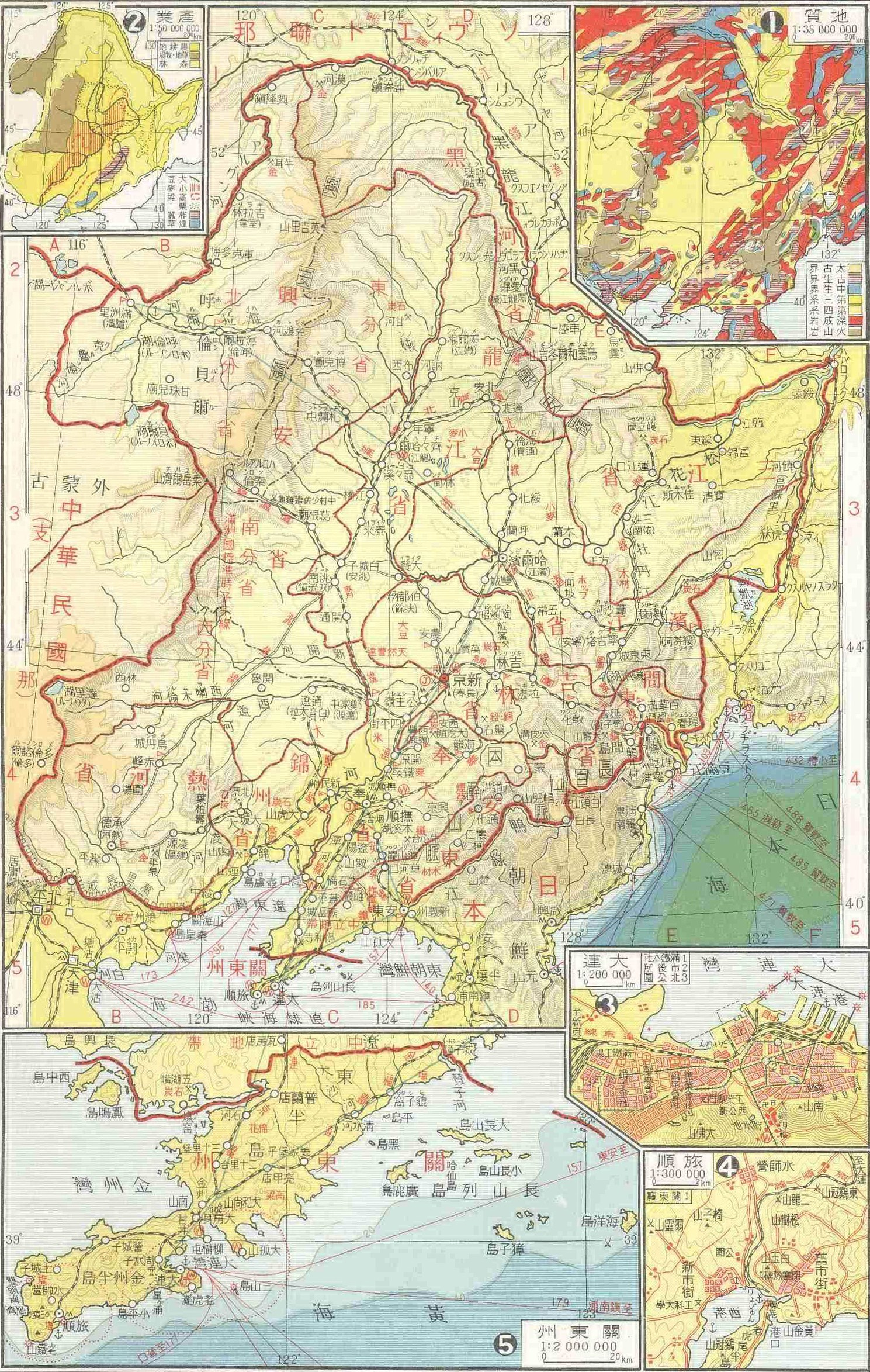
만주국 지도

- 신징(新京·현재 창춘, 중국어 간체자: 长春)
- 펑톈(奉天·현재 선양, 중국어 간체자: 沈阳)
- 만저우리(중국어 간체자: 满洲里)
- 지린(중국어 간체자: 吉林)
- 퉁화(중국어 간체자: 通化)
- 하얼빈(중국어 간체자: 哈尔滨)
- 치치하얼(중국어 간체자: 齐齐哈尔)
- 잉커우(중국어 간체자: 营口)
- 안둥(중국어 간체자: 安东)
- 둔화(중국어 간체자: 敦化)
- 하이라얼(중국어 간체자: 海拉尔)

#### 행정 구역
- 신징특별시(新京特別市)
- 지린성(중국어 간체자: 吉林省)
- 쓰핑성(중국어 간체자: 四平省)
- 퉁화성(중국어 간체자: 通化省)
- 간도성(중국어 간체자: 间岛省)
- 룽장성(중국어 간체자: 龙江省)
→ 현재 지린성(吉林省) 일대

- 빈장성(중국어 간체자: 浜江省)
- 무단장성(중국어 간체자: 牡丹江省)
- 둥안성(중국어 간체자: 東安省)
- 싼장성(중국어 간체자: 三江省)
- 베이안성(중국어 간체자: 北安省)
- 헤이허성(중국어 간체자: 黒河省)
→ 현재 헤이룽장성(중국어 간체자: 黑龙江省) 일대

- 안둥성(중국어 간체자: 安東省)
- 펑톈성(중국어 간체자: 奉天省)
- 진저우성(중국어 간체자: 錦州省)
- 관동주(중국어 간체자: 关东州) : 일본의 중국 조차지(1898년 ~ 1945년)
→ 현재 랴오닝성(중국어 간체자: 辽宁省) 일대

- 싱안총성(중국어 간체자: 兴安総省)
- 러허성(중국어 간체자: 热河省)
→ 현재 내몽골 자치구(중국어 간체자: 内蒙古自治区) 일대
→ 현재 허베이성(중국어 간체자: 河北省) 일대

#### 2키 3스케
2키 3스케(일본어: 二キ三スケ)는 당시 만주국을 실질적으로 지배하고 있던 5명의 일본인 실력자들에 대한 별명이다. 각자의 이름이 “키”또는 “스케”로 끝나는 것에 유래하고 있다. 그 중에도 도조 히데키는 나중에 총리의 자리까지 올랐다. 기시 노부스케도 일본 패전 후 총리에 올랐다. 아이카와 요시스케는 닛산의 전신인 닛산 콘체른을 만들었다.
- 도조 히데키: 관동군 헌병대 사령관
- 호시노 나오키: 만주국 국무원 총무장관
- 기시 노부스케: 만주국 총무청 차장
- 아이카와 요시스케: 만주중공업개발주식회사 사장
- 마쓰오카 요스케: 남만주철도 총재

특히, 기시 노부스케, 아이카와 요시스케, 마쓰오카 요스케의 3명을, "만주 삼각 동맹"이라고도 부른다.

### 선거와 정당
헌법에 상응하는 조직법에 따르면 만주국은 일원제(단원제) 의회인 입법원의 설치를 규정했지만 선거는 단 한 차례도 실시되지 않았다. 정치 결사의 조직도 금지되었기 때문에 협화회라고 하는 관민 일치의 유일한 정치 단체만이 존재하였고 정책의 국민에게의 침투나 국정의 지도를 수행했다.

### 사법 제도
헌법에 상응하는 조직법이나 인권보호법을 시작으로 하여 일본을 모방한 법 제도가 정비된다. 당시의 일본 법과 다른 점은 인권보호법에서 법 아래 평등이 보증된 것, 조직법에서는 각 각료나 합의체로서의 내각이 아니고 수상 개인이 황제의 보필 기관으로 여겨진 것, 형법의 구성 요건은 거의 같지만 법정형이 일본 형법보다 약간 무겁게 규정되어 있는 것, 검찰 기구가 재판소로부터 분리된 독자적인 기관으로 여겨진 것 등을 들 수 있다. 특히, 만주국 형법은 한국 전쟁 직후에 제정(1953년 9월 18일)된 대한민국 형법에 적지 않은 영향을 미쳤다.

### 외교

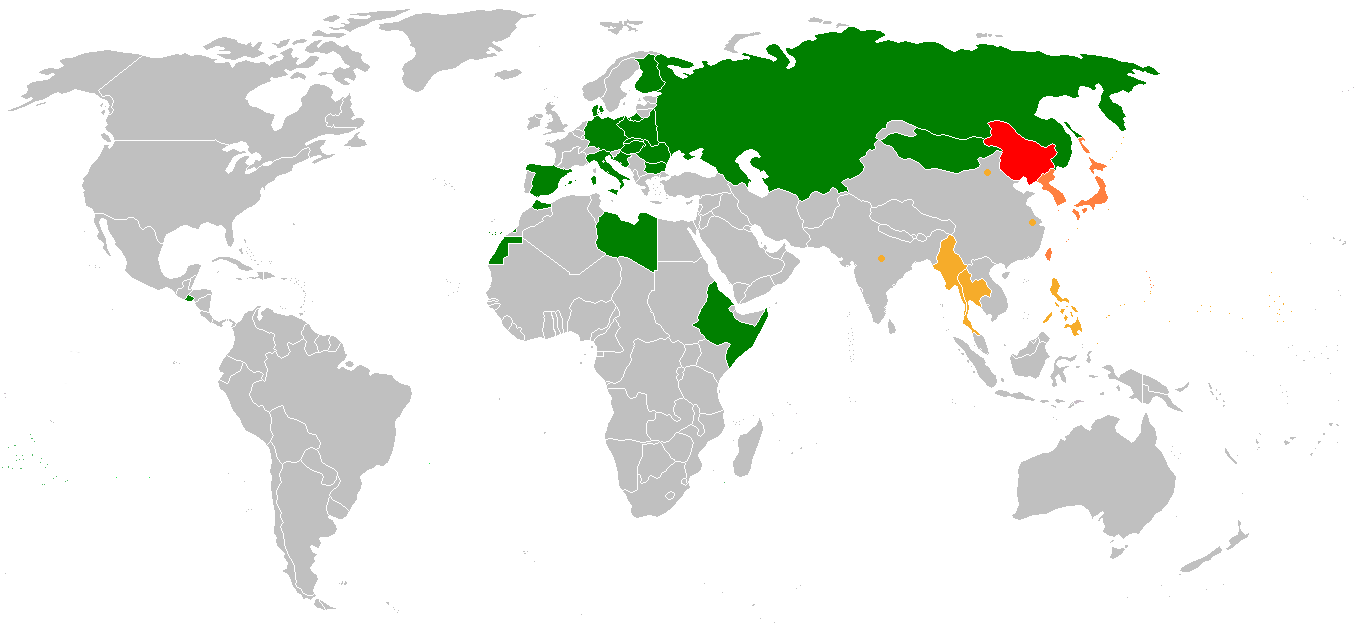
만주국을 승인한 국가

중국은 만주국을 인정하지 않았지만 무역, 교통, 통신을 위해서 공식적인 관계를 맺고 있었다. 1933년 국제연맹이 리튼 보고서(Lytton Report)를 채택하여 만주가 중국의 일부임을 선언하자 일본은 연맹에서 탈퇴한다. 미국은 만주국이 건립하자 무력에 의해 만들어진 국제 관계의 변화를 거부하는 스팀슨 독트린(Stimson Doctrine)을 선언한다.
국제 연맹의 결정에도 불구하고 만주국은 엘살바도르(1934년 3월 3일)와 도미니카 공화국(1934년), 코스타리카(1934년 9월 23일), 소비에트 연방(사실상 1935년 3월 23일, 법률상 1941년 4월 13일), 이탈리아(1937년 11월 29일), 스페인(1937년 12월 2일), 독일(1938년 5월 12일), 헝가리(1939년 1월 9일)에 승인되었다.
소련의 경우, 1941년 4월 13일에 일본과 불가침조약을 맺으면서 공식적으로 인정되었다. 소련은 1936-37년에 5개의 영사관을 형식적으로 세웠지만, 이도 하얼빈과 만저우리에 있는 2곳으로 줄었다. 만주국은 1932년 9월에 블라고베셴스크에, 1933년 2월에는 치타에 영사관을 세웠다.
일반적으로 알려진 사실로는 바티칸 시국이 1934년 만주국과 외교 관계를 맺었다고 생각하고 있으나 이는 사실이 아니다. 로마 가톨릭교회 측에서는 바티칸 시국이 만주국을 승인했다는 영화 《마지막 황제》(1987)를 참고한 잘못이다고 주장하며 지린의 주교 가스페(高德惠,Bishop Auguste Ernest Pierre Gaspais)는 바티칸 시국의 외교 관계를 담당하는 국무성성(國務聖省)이 아닌 포교성에 의해서 만주국의 가톨릭 선교를 위한 바티칸의 임시 대표로 임명된 것이라고 주장하고 있다. 1940년대에 바티칸은 일본과 전면적인 외교관계를 수립하였으나 만주국과 난징정권을 인정하라는 일본과 이탈리아의 압력에 저항하였다.
제2차 세계대전 개전 이후, 만주국은 일본의 동맹국 독일의 지배를 받거나 영향하에 있던 국가인 슬로바키아(1940년 6월 1일), 비시 프랑스(1940년 7월 12일), 루마니아(1940년 12월 1일), 불가리아(1941년 5월 10일), 핀란드(1941년 7월 18일), 덴마크(1941년 8월), 크로아티아 독립국(1941년 8월 2일)으로부터 승인을 받았다. 또한 일본의 영향하에 있던 중국 왕징웨이 정권(1940년 11월 30일), 필리핀도 만주국을 승인했다.

### 군사
만주국에는 일만의정서에 의해서 관동군이 주둔하였다. 장쉐량이 지휘하던 동북군의 일부였던 부대를 모태로 삼아1932년부터 만주국의 군대인 만주국군이 창설되었으며, 이들은 주로 황제를 호위하는 부대인 금위대와 육군, 해군, 비행대로 나누어져 있다. 만주국의 성격상 만주국군도 역시 관동군과의 제휴를 전제로 하여, 관동군 지원 부대로서의 성격이 컸다.

## 사회

### 인구
1932년 당시 만주국의 인구는 3,400만명 안팎으로 추정되며 전체 인구중 한족이 83%, 만주족, 몽골족, 조선족이 17% 정도를 차지했다. 그러나 이후 일제가 만주 식민지에 대한 지배력을 강화하기 위해 공격적 이민정책을 시행한 이후 최소 130만명 이상의 일본 국적자가 만주국으로 이주했다.
그러나 이렇게 형성된 기형적인 인구 구조에서 극소수의 일본족만이 주권을 누렸고 한족, 만주족, 몽골족, 조선족은 심각한 사회구조적 폭력과 극심한 인종차별에 직면했다. 특히 일본인을 제외한 다른 민족들은 731부대가 자행한 온갖 반인륜적 만행에 희생되었다.
일제는 소련을 공격하기 위해 강성 반공주의 성향의 백계 러시아인들을 만주국에 대거 유치했으나 이들은 한낱 꼭두각시에 불과했으며, 이들 대다수는 나중에 731부대에서 끔찍한 최후를 맞이하였다.
일제는 만주국의 일본족 이민 사례를 언론에 대석특필까지 해가며 군국주의, 범아시아주의 사상을 선전, 선동했으나 제국주의를 홍보하기 위한 수단에 불과했고, 심지어 일제가 약속한 각종 혜택은 극소수의 일본인 자본가들만이 누릴 수 있었다.
만주국이 패망한 이후 이곳에 남겨진 일본족들은 중국 잔류 일본인으로 전락했고, 일본인 사이에서도 신분 차별이 만연했던 탓에 정부에 대한 큰 반감을 가졌던 이들 다수는 중국인으로 새롭게 정착했다.

### 민족과 언어
만주국 시대의 공식이념인 "민족협화", "오족협화"(五族協和)는 역사적인 만주의 이질성, 즉 만주족·한족·조선인·러시아인·몽고인뿐 아니라, 어룬춘족, 골디(Golie), 나나이족 등 십여 민족집단의 혼재를 반영한 면이 있었다.:6 하얼빈에는 50개 이상의 민족집단, 45개의 언어가 혼재했다.:6 만어(滿語)라고 불리던 표준 중국어와 일본어가 사실상의 공용어로서 사용된다. 군·관공청에서는 일본어가 제1 공용어였으며 거의 대부분의 교육기관에서 일본어가 교수 언어로 여겨졌다. 몽골어·러시아어 등을 모국어로 하는 주민도 존재했다.

#### 만주국의 조선인
만주국에는 많은 조선인들이 참여했으며, 이들 은 많은수가 한국 독립 이후 정부와 학계에 많은 영향을 끼쳤다.
- 백선엽
- 박정희
- 박창암
- 박승환
- 이선근
- 정일권
- 최규하
- 김석범

#### 일본인 이민자
1931년부터 1932년까지 만주에는 59만명의 일본인이 있었으며 그중 10만명은 농민이었다. 잉커우의 인구의 25%가 일본인이었다. 일본 정부는 1936년부터 1956년 사이에 500만명의 일본인 이주를 계획하고 있었으며, 1938년부터 1942년 사이에 20만명의 청년 농민을, 1936년에는 2만명의 가족 이민자를 각각 보냈다. 이같은 이주는 제2차 세계대전 말기인 1945년에 일본군이 동해와 황해의 제공권과 제해권을 잃자 중지된다. 종전 후 소련이 만주를 침공했을 때, 85만명의 일본인 이주자가 포로가 되었다. 공무원과 군인을 제외하고 1946년부터 1947년에 걸쳐 단계적으로 일본에 귀환한다. 공무원과 군인은 소련군의 포로로서 시베리아로 끌려가 포로생활을 하고 포로교환협정이후 모두 석방시켰다. 그러나 돌아온 사람은 극히 적었으며 매서운 시베리아의 툰드라지대에서 대부분은 동사하였다.

#### 유대인 자치구
1930년대 일본 정부는 유대인 난민을 만주국으로 이주시키려던 계획을 추진한다(복어 계획, 일본어: 河豚計画). 1934년에 아유카와 요시스케가 처음 제안한 계획에서 시작되어 1938년의 5부장관 회의에서 정부의 방침으로 정해졌다. 육군대좌 야스에 노리히로, 해군대좌 이누즈카 고레시게 등이 실무를 주도하였다. 박해를 피해 유럽에서 이탈한 유대인들을 만주국에 정착시켜 자치구를 건설하려던 계획이었으나, 유대인 적대정책을 추진해가던 나치 독일과의 우호관계 손상을 우려하여 계획이 점차 흐지부지되었으며, 삼국 군사 동맹의 결성, 나치 독일과 일본 제국이 연합국과의 전쟁을 개시하면서 실현 가능성이 사라져 결국 계획은 무산되었다.

### 국적법의 부존재
만주국은 패망까지 국적법이 제정되지 않았기 때문에 법적 의미의 만주 "국민"은 존재하지 않았다. 국적법이 제정되지 않은 배경으로 이중 국적을 인정하지 않는 일본의 국적법상 일본인 정착민들은 "일본계 만주인"이 되어 일본 국적을 포기하게 되므로 만주로 유입되는 일본인 이주민이 감소할 우려가 있었다. 일본의 식민지하에 있던 조선인을 일본 국민으로 취급하고 있던 조선 정책과의 일관성 문제 등이 있었다.

## 문화

### 영화

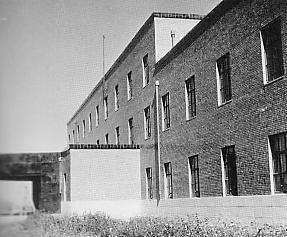
만주영화협회의 스튜디오

1928년 남만주 철도가 홍보부 홍보계 영화반, 통칭 〈만주철도 영화부〉를 마련해 홍보(선전)용 기록 영화를 제작하고 있었다. 1937년 설립된 국책 영화 회사인 〈만주영화협회〉가 영화의 제작이나 배급·영사 업무도 행해 각지에서 영화관의 설립·순회 영사 등도 행했다.

### 잡지
신징의 예문사(藝文社)가 1942년 1월부터 만주국에서 처음으로 유일한 일본어 종합 문화 잡지 《예문》(藝文)을 발행했다. 1943년 11월 《만주 공론》(滿州公論)으로 제목을 고쳤다.

### 스포츠
1932년 만주국 체육협회가 설립되었다. 만주국의 국기는 축구이며, 만주국 축구협회와 만주 축구 대표팀도 결성되었다. 야구에 있어서는 일본의 도시 대항 야구 대회에 참가한 팀이 있었고 일본 프로 야구 첫 해외 공식전으로서 1940년 만주 리그전을 하였다. 또한 만주국은 건국 당초 올림픽의 참가도 계획하여 1932년 5월 21일 만주국 체육협회는 올림픽 조직위원회에게 로스앤젤레스 올림픽(1932년 7월 개최)에 선수 파견을 정식으로 신청하였지만 참가는 할 수 없었다.(만주국은 1명의 육상 선수를 파견시키려 하였으나, 그 육상 선수는 만주국 선수로 참가를 거부하고 대신 첫 중화민국 선수로 출전하게 된다.) 1936년 만주국을 올림픽에 참가시키려는 일본 당국의 시도가 있었지만 국제올림픽위원회는 미승인 국가의 올림픽 참가를 허용하지 않겠다는 방침을 고수했다. 만주국은 1940년 계획된 헬싱키 올림픽에 참가할 기회가 있었지만, 제 2차 세계대전의 발발로 경기가 열리지 못했다. 만주국은 대신 1940년 취소된 하계 올림픽의 대체 종목으로 일본 제국이 주관한 1940년 도쿄 동아시아 경기에 출전할 선수들을 파견했다.

### 국화
국화는 난(蘭)이다.

## 같이 보기
- 만주국군
- 선통제
- 만주사변
- 관동군
- 만주 전략공세작전
- 도이하라 겐지
- 이시하라 간지
- 이타가키 세이시로
- 아라키 사다오
- 하야시 센주로
- 세지마 류조
- 오족협화
- 육족협화 - 오족협화 + 유대인 (복어 계획 참조)
- 만주국 정부
- 만주 국민주의
- 아멜토 베스파(en:Amleto Vespa) - 이탈리아 출신의 첩보원으로 일본의 괴뢰국인 만주국에서 일하다가 나중에는 중국의 항일유격대를 도와준 특이한 이력을 가지고 있으며, 1938년에는 '일본의 비밀첩보원: 일본 제국주의 핸드북'(Secret Agent of Japan: A Handbook to Japanese Imperialism)이라는 일제의 만주국 통치시의 만행들을 자술한 책을 영국과 미국에서 발간했다.

## 참고 문헌
- 한석정, 《만주국 건국의 재해석》, 동아대학교 출판부 , 2007